# Большой мышехвост
Большой мышехвост (лат. Rhinopoma microphyllum) — вид летучих мышей из рода мышехвостов. Маленький зверёк, живущий на Аравийском полуострове, в Израиле и в долине реки Нил (Египет). Образует большие колонии в пещерах и древних памятниках. Некоторые пирамиды населяет в течение более 3 000 лет. В сумерки кормится над водой. Питается насекомыми. При обилии корма накапливает запасы жира на бёдрах и у основания хвоста, масса запасов иногда превосходит массу всех остальных частей тела.